# Hilton Valentine
Hilton Stewart Paterson Valentine (n. 21 mai 1943, North Shields⁠(d), Anglia, Regatul Unit – d. 29 ianuarie 2021, Wallingford, Connecticut, SUA) a fost un muzician englez skiffle și rock and roll, care a fost chitaristul original în The Animals. A fost inclus în Rock and Roll Hall of Fame în 1994 și în Rock Walk of Fame de la Hollywood în 2001 împreună cu ceilalți membri ai The Animals.
După despărțirea The Animals în 1966, Valentine a produs mai multe albume solo, inclusiv „All in Your Head” (1969) și „It’s Folk ‘N’ Skiffle, Mate!’’ (2004). De asemenea, a făcut un turneu în New England și a participat la mai multe reuniuni The Animals.

## Viața timpurie
Valentine s-a născut în North Shields, Northumberland, Anglia, viața sa artistică fiind influențată de fenomenul skiffle din anii 1950. Mama lui i-a cumpărat prima chitară în 1956, când avea 13 ani, el însuși a învățat câteva acorduri dintr-o carte numită Teach Yourself a Thousand Chords.

## Cariera timpurie
El a continuat să-și dezvolte talentul muzical la Tynemouth High School și și-a format propriul grup de skiffle numit Heppers. Au susținut concerte locale și un ziar i-a descris la acea vreme drept „Un grup de skiffle tânăr, dar promițător”. The Heppers a evoluat în cele din urmă într-o trupă rock and roll, Wildcats în c. 1959. În această perioadă, Valentine a cântat la o chitară solidă Futurama III, aceasta a fost marca britanică a importatorului Selmer, următoarea sa chitară a fost o Burns Vibra-Artiste pe care l-a cumpărat în 1960–61. Wildcats era o trupă populară în zona Tyneside, primind o mulțime de rezervări pentru săli de dans, cluburi pentru bărbați care lucrează, săli de biserică etc. , și în această perioadă au decis să înregistreze un LP în acetat de 10" intitulat Sounds of the Wild Cats (sic).

## Cariera profesionala

### The Animals
În 1963, Animalele începeau să se formeze și Chas Chandler a auzit despre cântatul sălbatic de chitară al lui Hilton Valentine și i-a cerut să se alăture la ceea ce era atunci Alan Price Combo. Eric Burdon era deja membru și John Steel s-a alăturat imediat după sosirea lui Valentine. În câteva luni, acest grup și-a schimbat numele în Animalele.
În timp ce Animals sunt adesea amintiți cel mai mult pentru vocea lui Burdon și pentru orga a lui Price, lui Valentine i se atribuie introducerea arpegiului la chitara electrică la cântecul de semnătură al lui Animals din 1964 „The House of the Rising Sun”, care a inspirat nenumărați chitariști începători. A fost redat pe chitara sa Gretsch Tennessean pe care a cumpărat-o în Newcastle la începutul anului 1962, când era încă cu Wildcats, și un amplificator Selmer. Mai târziu, în 1964, Rickenbacker i-a oferit o chitară Rose Morris din 1964 pe care să o folosească împreună cu un model cu 12 corzi. Valentine a continuat să cânte și să înregistreze și să înregistreze sunetul The Animals, până la prima încarnare a trupei dizolvată în septembrie 1966.

#### Reuniuni
În 1977, Valentine s-a alăturat grupului și a înregistrat am realizat un album de reuniune numit „Before Were So Rudely Interrupted.
Împreună cu Eric Burdon, Chas Chandler, Alan Price și John Steel, Valentine a fost inclus în Rock and Roll Hall of Fame în 1994. Împreună cu celelalte Animale, Hilton a fost inclus pe Rock Walk of Fame de la Hollywood în mai 2001. .

### Cariera ulterioară
După ce a părăsit The Animals, Valentine s-a mutat în California și în 1969 a înregistrat un album solo intitulat „All In Your Head”, care nu a avut succes.Albumul a fost produs și aranjat de mai târziu, membrul Animals [ [Vic Briggs]]. La scurt timp după ce albumul a fost complet complet și lansat, Valentine s-a întors apoi în Marea Britanie. A lansat un nou album, It's Folk 'n' Skiffle, Mate! în 2004.
De la acea lansare până în octombrie 2009, a cântat în New England, New York și South Carolina, cu proiectul său solo Skiffledog. De asemenea, din februarie 2007 până în noiembrie 2008, Valentine a făcut un turneu cu Eric Burdon. În 2011, Valentine a lansat un nou album intitulat „Skiffledog on Coburg Street” și un album de Crăciun cu Big Boy Pete Miller (ex-Peter Jay and the Jaywalkers), intitulat Merry Skifflemas!.
Ultima înregistrare a lui Valentin a fost „River Tyne”, un videoclip din 2019 care sărbătorește râul aproape de casa copilăriei sale.

## Viața și moartea personală
În ultimii săi ani, Valentine și soția sa, Germaine, au locuit în Connecticut, unde a murit la 29 ianuarie 2021, la vârsta de 77 de ani; nu s-a dat nicio cauză a morții. Trupul său a fost returnat în Anglia și este înmormântat la Preston Cemetery și Tynemouth Crematorium, North Shields, North Tyneside, Tyne and Wear.
Îi lasă în supraviețuire soția și fiica sa Samantha.

## Moștenire
Versiunea lui Animals a „House of the Rising Sun” este în general considerată a fi versiunea definitivă a cântecului și a fost citată de Bob Dylan drept unul dintre motivele pentru care a trecut de la sunetul acustic la cel electric. Vorbind despre riff-ul de deschidere al melodiei lui Valentine, Ian MacDonald a remarcat că „Este una dintre cele mai recunoscute instantaneu introduceri la una dintre cele mai memorabile melodii din anii ’60. O execuție aparent simplă, dar perfectă din punct de vedere tehnic a unui mergând arpegiul pe o progresie repetată a acordurilor în la minor, pe care nenumărați chitariști în devenire au încercat să o imite de-a lungul deceniilor, deși rareori cu atâta acuratețe și precizie."

## Onoruri
La 16 noiembrie 2021, o placă albastră a fost plasată de către North Tyneside Council pe casa copilăriei lui Valentine la 42 Coburg Street, North Shields, unde a locuit între 1944 și 1960. Placa a fost dezvelită. de văduva lui Valentine.

## Discografie
Animalele
Format:Articole principale
Solo
- „Totul în capul tău” (1969)
- Este Folk 'N' Skiffle, amice! (2004)